# Lumbrineriopsis gasconiensis
Lumbrineriopsis gasconiensis är en ringmaskart som beskrevs av Michiya Miura 1980. Lumbrineriopsis gasconiensis ingår i släktet Lumbrineriopsis och familjen Lumbrineridae. Inga underarter finns listade i Catalogue of Life.